# A Dél-afrikai Köztársaság a 2006. évi téli olimpiai játékokon
A Dél-afrikai Köztársaság az olaszországi Torinóban megrendezett 2006. évi téli olimpiai játékok egyik részt vevő nemzete volt. Az országot az olimpián 3 sportágban 3 sportoló képviselte, akik érmet nem szereztek.

## Alpesisí
Férfi
| Versenyző  | Versenyszám            | 1. futam      | 1. futam      | 2. futam | 2. futam | Összesítés | Összesítés |
| Versenyző  | Versenyszám            | Idő           | Hely.         | Idő      | Hely.    | Idő        | Helyezés   |
| ---------- | ---------------------- | ------------- | ------------- | -------- | -------- | ---------- | ---------- |
| Alex Heath | Lesiklás               |               |               |          |          | 1:59,79    | 52.        |
| Alex Heath | Műlesiklás             | nem ért célba | nem ért célba | kiesett  | kiesett  | kiesett    | kiesett    |
| Alex Heath | Óriás-műlesiklás       | 1:25,61       | 30.           | 1:25,81  | 28.      | 2:51,42    | 27.        |
| Alex Heath | Szuperóriás-műlesiklás |               |               |          |          | 1:37,77    | 50.        |

| Alex Heath | Összetett | 1:47,62 | 57. | nem ért célba | nem ért célba | kiesett | kiesett | kiesett | kiesett | kiesett | kiesett |

## Sífutás
Férfi
| Versenyző    | Versenyszám | Selejtező | Selejtező | Negyeddöntő | Negyeddöntő | Elődöntő | Elődöntő | B döntő | B döntő | Döntő         | Döntő         |
| Versenyző    | Versenyszám | Idő       | Hely.     | Idő         | Hely.       | Idő      | Hely.    | Idő     | Hely.   | Idő           | Helyezés      |
| ------------ | ----------- | --------- | --------- | ----------- | ----------- | -------- | -------- | ------- | ------- | ------------- | ------------- |
| Oliver Kraas | Sprint      | 2:27,68   | 57.       | kiesett     | kiesett     | kiesett  | kiesett  | kiesett | kiesett | kiesett       | 57.           |
| Oliver Kraas | 15 km       |           |           |             |             |          |          |         |         | nem ért célba | nem ért célba |
| Oliver Kraas | 50 km       |           |           |             |             |          |          |         |         | nem ért célba | nem ért célba |

## Szkeleton
| Versenyző   | Versenyszám | 1. futam | 1. futam | 2. futam | 2. futam | Összesítés | Összesítés |
| Versenyző   | Versenyszám | Idő      | Hely.    | Idő      | Hely.    | Idő        | Helyezés   |
| ----------- | ----------- | -------- | -------- | -------- | -------- | ---------- | ---------- |
| Tyler Botha | Férfi       | 59,43    | 14.      | 1:00,63  | 24.      | 2:00,06    | 21.        |